# Hultsfred
För andra betydelser, se Hultsfred (olika betydelser).
Hultsfred uttal (fil) är en tätort och centralort i Hultsfreds kommun i Kalmar län.

## Historik
Hultsfred bestod av tre hemman (nr 1, Gästgivaregården, 1½ till 7/8 mantal förmedlat kronoskatte; nr 2, Mellangården, 1 till ½ mantal förmedlat kronoskatte; samt nr 3, Östergården, 1 till ½ mantal förmedlat kronoskatte). 
Ortnamnet skrevs tidigare Hulingsryd och är dokumenterat sedan 1320 (bona ista...Huluszrydh och “Huluszfarahult” ), då Birgitta Birgersdotter (Finsta-ätten) (Heliga Birgitta) ärvde jord i Hulingsryd efter sin mor, Ingeborg Benktsdotter (Folkungaättens lagmansgren). Gården kom härigenom så småningom i Vadstena klosters ägo. Sjön Hulingen ligger vid Hultsfred. Det gamla ortnamnet Hulingsryd, är sammansatt av sjönamnet Hulingen och ryd – röjning alltså röjning vid sjön Hulingen. Bynamnet har utvecklats till vår tids Hulingsryd. Parallellt har uttalsformen Hullsre kommit med folk utifrån och genom de kända orden hult och fred utvecklats till Hultsfred.
Redan 1630 mönstrades delar av Kalmar regemente i Hulingsryd och det första stora regementsmötet hölls på platsen 1685, men därefter hölls mötena t.o.m. 1782 vid Staby gästgivaregård i Högsby socken och därefter under några år vid Mariannelund i Hässleby socken. Sedan regementschefen, friherre Carl Mörner af Tuna, träffat överenskommelser med byns jordägare bestämdes 14 mars i ett kungligt blev Hultsfreds slätt ordinarie mötesplats, vilket den var t.o.m. 1918, då regementet lades i garnison i Eksjö.

### Tågtrafiken
Gästgivaregården och mötesplatsen gjorde Hultsfred till en knutpunkt, dit järnvägen (Nässjö-Oskarshamns järnväg 1874, banan Hultsfred-Vimmerby 1876, banan Hultsfred-Västervik 1879) drogs och kring vilken ett stationssamhälle växte upp.
Bockabanan mellan Hultsfred - Nässjö trafikerades från 1874 till 2014 då den lades ner. Kustpilen trafikerade Hultsfred på Stångådalsbanan till Linköping, Oskarshamn och Kalmar från 1995 till 2021. Den tolfte december 2021 lade Kustpilen ner och ersattes med Krösatågen på samtliga linjer.

### Administrativa tillhörigheter
Hultsfred var en ort i Vena socken och efter kommunreformen 1862 låg den i Vena landskommun. 1927 bildades Hultsfreds köping för Hultsfred och dess närområde. Köpingen utökades 1969 med fler områden innan den 1971 ombildades till Hultsfreds kommun med Hultsfred som centralort.
I kyrkligt hänseende hörde köpingen före 1955 till Vena församling och hör därefter till Hultsfreds församling.
Orten ingick före 1936 i Sevede tingslag, därefter till 1969 i Sevede och Tunaläns domsagas tingslag för att sedan till 1971 ingå i Oskarshamns domsagas tingslag. Från 1971 till 2005 ingick Hultsfred i Oskarshamns domsaga och orten ingår sedan 2005 i Kalmar domsaga.

### Befolkningsutveckling
| Befolkningsutvecklingen i Hultsfred 1900–2020 | Befolkningsutvecklingen i Hultsfred 1900–2020 | Befolkningsutvecklingen i Hultsfred 1900–2020 | Befolkningsutvecklingen i Hultsfred 1900–2020 | Befolkningsutvecklingen i Hultsfred 1900–2020 |
| --------------------------------------------- | --------------------------------------------- | --------------------------------------------- | --------------------------------------------- | --------------------------------------------- |
|                                               |                                               |                                               |                                               |                                               |
| År                                            |                                               |                                               | Folkmängd                                     | Areal (ha)                                    |
| 1900                                          | 1900                                          |                                               | 668                                           | †                                             |
| 1960                                          | 1960                                          |                                               | 4 378                                         |                                               |
| 1965                                          | 1965                                          |                                               | 4 768                                         |                                               |
| 1970                                          | 1970                                          |                                               | 5 417                                         |                                               |
| 1975                                          | 1975                                          |                                               | 5 763                                         |                                               |
| 1980                                          | 1980                                          |                                               | 5 776                                         |                                               |
| 1990                                          | 1990                                          |                                               | 5 783                                         | 595                                           |
| 1995                                          | 1995                                          |                                               | 5 848                                         | 595                                           |
| 2000                                          | 2000                                          |                                               | 5 386                                         | 595                                           |
| 2005                                          | 2005                                          |                                               | 5 305                                         | 595                                           |
| 2010                                          | 2010                                          |                                               | 5 143                                         | 609                                           |
| 2015                                          | 2015                                          |                                               | 5 510                                         | 552                                           |
| 2020                                          | 2020                                          |                                               | 5 675                                         | 552                                           |
| † Som köpingsliknande samhälle 1900.          |                                               |                                               |                                               |                                               |

## Näringsliv
Hultsfred har drabbats hårt av nedläggningar, batterifabriken Varta (f.d. Noack) 1999 och vid årsskiftet 2008/2009 Finndomos hustillverkning (tidigare Hultsfredshus). I januari 2017 meddelades att husfabriken skulle startas upp igen.
IKEA Industri Group (före detta Swedwood) är det största företaget i kommunen. I övrigt är det mest mindre företag med olika branschinriktningar, som finns etablerade i kommunen. Emåmejeriet har sin produktion i Hultsfred. Lönnebergaskinkan producerades på hultsfredsföretaget Delikatess Skinkor fram till att tillverkningen flyttades av Atria till Malmö 2007. Plannja är baserat i Järnforsen och många i byn jobbar på fabriken

### Handel
I Hultsfred finns H-City i centrum, samt Handelsområde Knekten i utkanten nära campus och rv23/34.

### Bankväsende
Kalmar enskilda bank etablerade den 18 september 1903 ett expeditionskontor i Hultsfred. Denna bank kom sedermera att uppgå i Handelsbanken, som stängde kontoret i Hultsfred den 29 april 2021.
Efter att Handelsbanken stängde finns Swedbank kvar i Hultsfred. En fristående sparbank, Lönneberga-Tuna-Vena sparbank, är verksam i närbelägna Vena och Silverdalen.

## Kommunikationer

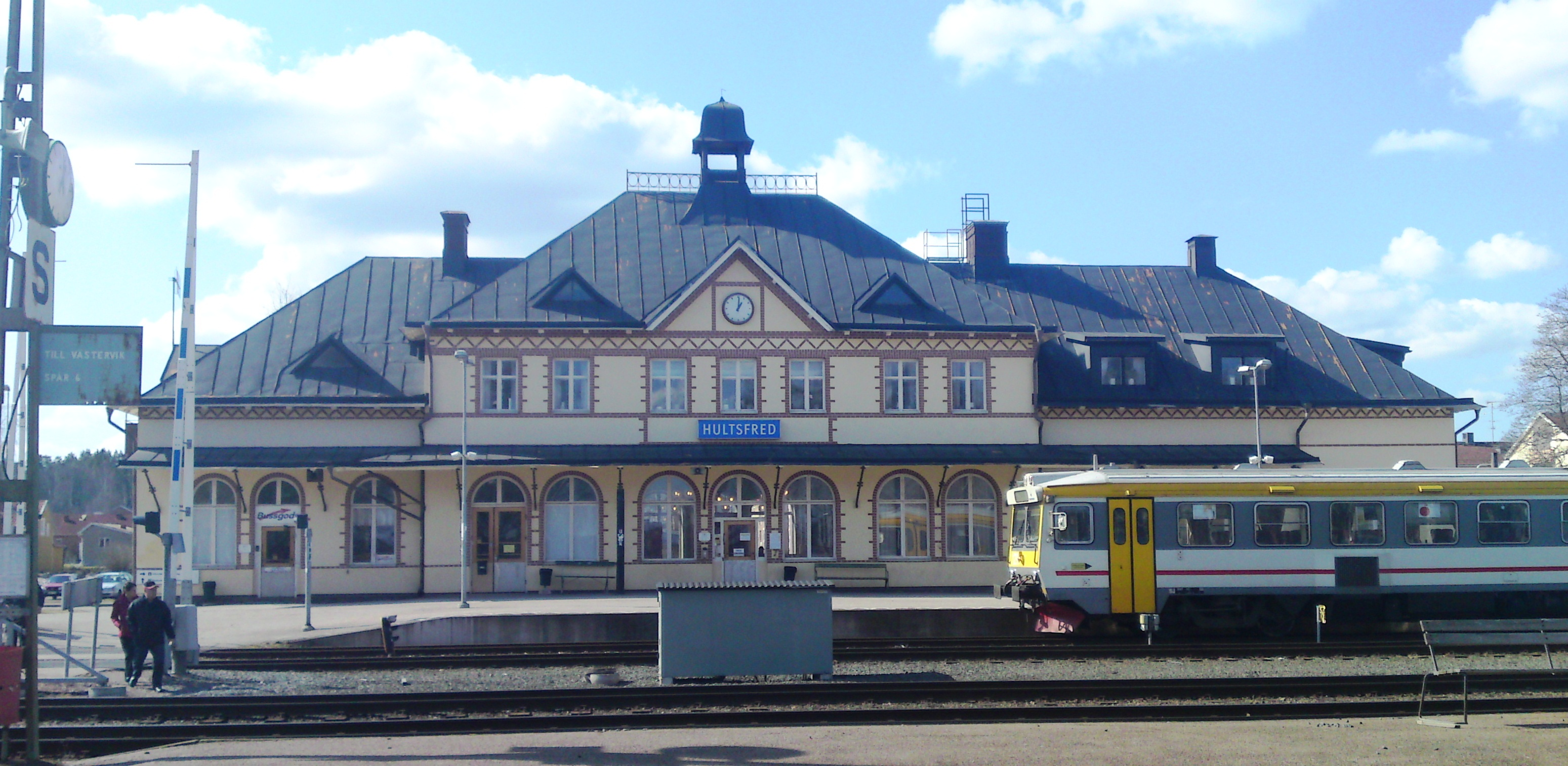
Hultsfreds järnvägsstation. Till höger ett krösatåg. I nederkanten perrongen för smalspåret. Se även plåtskylten till vänster.

Hultsfred är en järnvägsknut.  Daglig persontrafik finns längs Stångådalsbanan mot Vimmerby, Linköping C och Kalmar C. Hultsfred har också förbindelse med Oskarshamn via Berga. Till och med 13 december 2014 fanns även persontrafik på Bockabanan till Nässjö.
Hultsfred är ändstation för den byggnadsminnesförklarade smalspårsjärnvägen Hultsfred-Västervik. Den 1984 nedlagda (och yngre) smalspårsjärnvägen mot Växjö finns kvar till Åseda men trafikeras inte från Hultsfred (annat än genom dressinuthyrning).
Riksväg 34 och 23 mot Linköping, Växjö och Kalmar passerar väster om samhället.
Fyra kilometer norr om samhället ligger Hultsfreds flygplats. Nordöstra Smålands Flygklubb (segel- och motorflyg, utbildning) har sin verksamhet förlagd dit. Modellflygklubben har sitt fält och sin flygverksamhet där. Dock förekommer ingen reguljär linjetrafik och ej heller några meteorologiska rapporteringar där.

## Skolor och förskolor
- Hultsfreds gymnasium
- Albäcksskolan, 7-9 skola
- Lindblomskolan, F-6
- Råsebäckskolan (riven 2014. På platsen finns numer Råsebäcks förskola)
- Stålhagens förskola
- Oredans förskola
- Silverslättens förskola
- Förskolan Växthuset

## Kultur och fritid
Hultsfred är känt för kultur, speciellt Hultsfredsfestivalen som arrangerades 1986–2009 och 2011–2012, samt This is Hultsfred som arrangerades 2013-2016.
Sista lördagen i augusti har Hultsfred en stor traditionell marknad och flera hundra knallar finnes då på plats. Marknaden brukar dra cirka 30–60 000 besökande till hembygdsparken.